# Ruben Vandorp
Ruben Vandorp ist ein niederländischer Westernreiter.

## Werdegang
Mit zwölf Jahren ging er in den Stall von Wilhelm Burgmeijer, um reiten zu lernen. Nach und nach startete er bei Jugendturnieren aller Art.
Nach seinem Abitur bewarb er sich um einen Studienplatz der Veterinärmedizin. Da er eine Absage bekam, vertiefte er seine Reitkenntnisse durch Kurse und Trainingseinheiten und beschloss, dass dies sein Beruf werden solle. Damals heuerte er auf der Nedpoint-Ranch an. Um seine Karriere voranzutreiben, ging er in die USA. Mit dem Hengst Einsteins Revolution gelang ihm der Aufstieg unter die Top-Reiter und -Trainer der USA. Ruben Vandorp gewann mit Spooks Gotta Crush die 2020 National Reining Breeders Classic Level 3 Open Championship.
Er ist siebenfacher Europameister in verschiedenen Westerndisziplinen. Ruben Vandorp  erreichte 2021  den Status eines NRHA One Million Dollar Rider, was bedeutet, dass er mit Preisgeldern bereits mehr als 1 Mio. $ bei NRHA-Turnieren verdient hat.

## Pferde (Auswahl)
- Spooks Gotta Crush (* 2015), Brauner, Vater: Spooks Gotta Whiz, Mutter: Megas Sugar Baby, diese stammt über die mütterliche Linie über Dry Sugar Rose und  Dry Sugar Lena über Dry Doc und Doc Bar von der AQHA Hall of Fame-Stute Poco Lena ab, Muttervater: Marthas Mega Jac[3]
- Einsteins Revolution (* 2002), Falber Hengst, Vater: Great Resolve[4]

## Privates
2003 heiratete er Melissa, mit der er zwei gemeinsame Kinder hat.